# حافة (لعبة فيديو)
حافة أو برينك (بالإنجليزية: Brink)‏ هي لعبة فيديو من نوع تصويب منظور الشخص الأول قامت بتطويرها شركة «سبلاش داميج» لكل من مايكروسوفت ويندوز، وبلاي ستيشن 3، وإكس بوكس 360. أُطلقت اللعبة بأمريكا الشمالية في 10 مايو 2011، وفي أستراليا في 12 مايو 2011، وفي أوروبا في 13 مايو 2011، وفي اليابان في 16 أغسطس 2011.
في اللعبة هناك فصيلين، أحدهما المقاومة والآخر الأمن، حيث أن المعركة تدور في مدينة كانت تعتبر مكاناً مثالياً تُدعى آرك (وتعني: السفينة)، وهي مدينة عائمة فوق المياه على أرض قد غمرتها المياه.

## روابط خارجية
- حافة على موقع IMDb (الإنجليزية)